# Космічний туалет

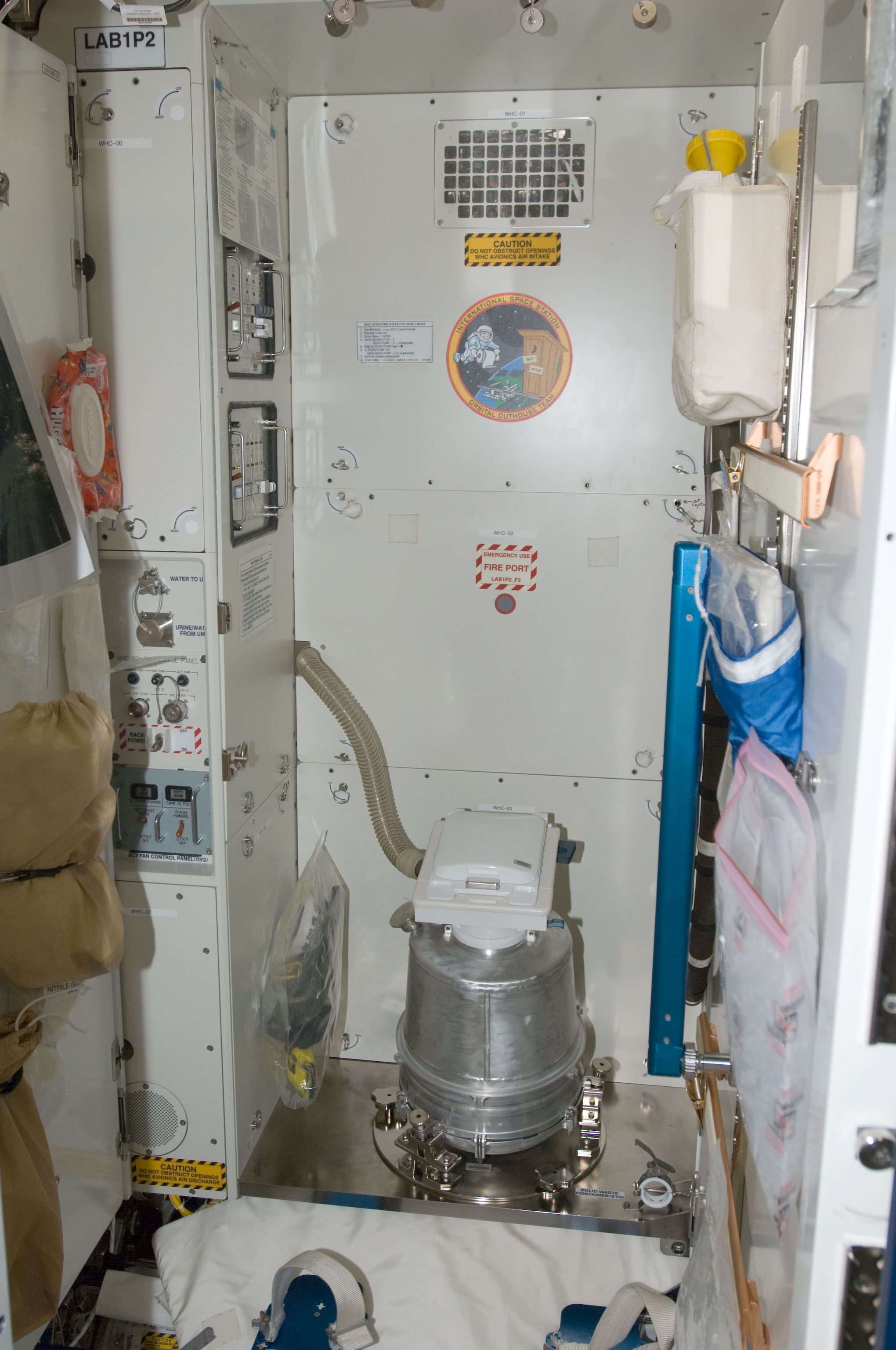
Санітарно--гігієнічний блок на МКС у модулі «Спокій»

Космічний туалет (АСУ, асенізаційно-санітарний пристрій) — санітарно-гігієнічний блок (санвузол), котрий перебуває на пілотованому космічному кораблі, орбітальній станції.

## Передісторія
Коли тільки зароджувалася пілотована космонавтика і польоти були короткими і виконувалися в більшості своїй в скафандрах, перші пристрої для збору твердих і рідких відходів представляли собою еластичні труси зі змінними гігроскопічними прокладками — предтечами підгузків.
Ще на другий в історії пілотованої орбітальної станції " Скайлеб " для гігієни космонавтів був передбачений душ. Пізніше душем був обладнаний і «Салют-7» і «Мир». Хоча виявилося не дуже зручно і ефективно і взагалі складно в використанні. На Скайлеб виправдовувалося дуже великим запасом води початково. На Міжнародній космічній станції (МКС) душа немає, космонавти вмиваються за допомогою вологих серветок або води з-під крана з милом, упакованим в тюбики. Екіпажам надається шампунь, що легко змивається, та їстівна зубна паста для економії води.
В умовах невагомості на орбітальній станції необхідно використовувати вентиляторну всмоктувальну систему — продукти життєдіяльності людини, по суті, здувають потоком повітря. 18[джерело?]

## Санвузол на орбітальній станції

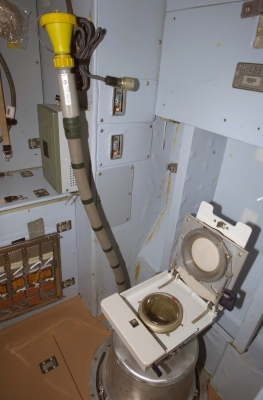
Туалет, розташований в модулі «Зірка»

на МКС знаходиться 3 санвузли, один розташований в модулі «Зірка», другий — в модулі «Спокій», третій мобільний, з них два санвузли російського виробництва. Туалет в модулі «Спокій» аналогічний тому, який змонтований в російському модулі «Зірка», але додатково оснащений американською підсистемою регенерації непитної води з сечі і поту космонавтів. НАСА замовило «свій» перший космічний туалет для модуля МКС у РКК Енергія в 2007 році, за 19 мільйонів доларів тому що порахувало що це буде дешевше ніж розробляти свій для МКС з нуля. Що планується до запуску і стикування до станції російський багатоцільовий лабораторний модуль «Наука» буде оснащений новим космічним санвузлом.
Космічні туалети мають офіційну назву «Waste and Hygiene Compartments». Після всмоктування всі відходи розщеплюють на кисень і воду, ці складові рідких відходів людини запускають в замкнутий цикл орбітальної станції унітаз на ОС призначений як для чоловіків, так і для жінок — виглядає точно так само, як на Землі, але має ряд конструктивних особливостей. Унітаз забезпечений фіксаторами для ніг і стегон, в нього вмонтовані потужні повітряні насоси. Космонавт пристібається спеціальним пружинним кріпленням до сидіння унітазу, потім включає потужний вентилятор і відкриває всмоктувальний отвір, куди повітряний потік забирає всі відходи.
Принцип роботи У туалетах замість води використовується вакуум. Тверді відходи збираються в спеціальні сітчасті пластикові мішки, які деякий час зберігаються в алюмінієвих 20-літрових контейнерах. Заповнені контейнери перекладають в транспортний вантажний корабель (ТГК) " Прогрес " для подальшої утилізації. Після всмоктування рідкі відходи збираються за допомогою спеціального шланга з насадкою, яким можуть скористатися як чоловіки, так і жінки, а потім передаються системі регенерації, відновлює їх до стану питної води, яка використовується в технічному контурі станції.
На МКС повітря з туалетів перед попаданням в житлові приміщення обов'язково фільтрується для очищення від бактерій і запаху.
На ОС «Мир» вперше в світовій практиці було застосовано систему для регенерування з рідких відходів воду.

## Санвузол в космічних кораблях

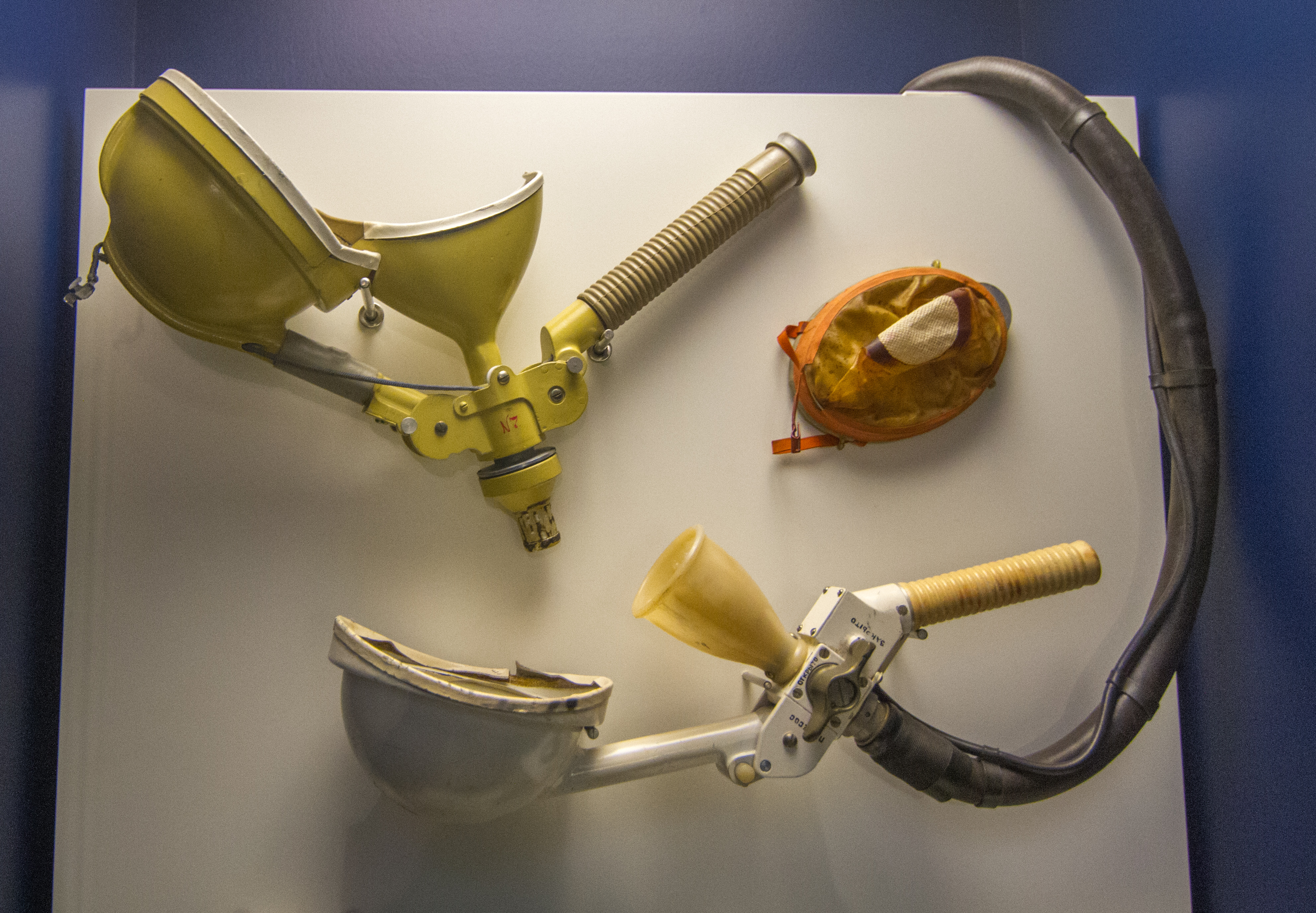
Пристрій, що використовувалося на кораблі «Союз»

Туалети на орбітальних станціях і космічних кораблях (шаттлах, Союзах) істотно розрізняються в конструкції, з огляду на те, що другі літають недовго, а ОС роками перебувають на орбіті в космосі.

Схема елементів санвузла Спейс шаттл

На «Шаттл» можна було справляти нужду стоячи — як чоловікам, так і жінкам. Для цього була розроблена спеціальна воронка зі шлангом, який приєднується до унітазу. При бажанні космонавт може користуватися нею сидячи. Система каналізації відокремлює тверді відходи від рідких. Тверді пресуються і зберігаються на борту шаттла, а після посадки вивантажуються. Рідкі відходи викидаються у відкритий космос.

## Космічний туалет наступного покоління
Японське агентство аерокосмічних досліджень (JAXA) об'єдналося з інженерами від приватного сектора для створення протягом наступних 5-ти років космічного туалету наступного покоління.

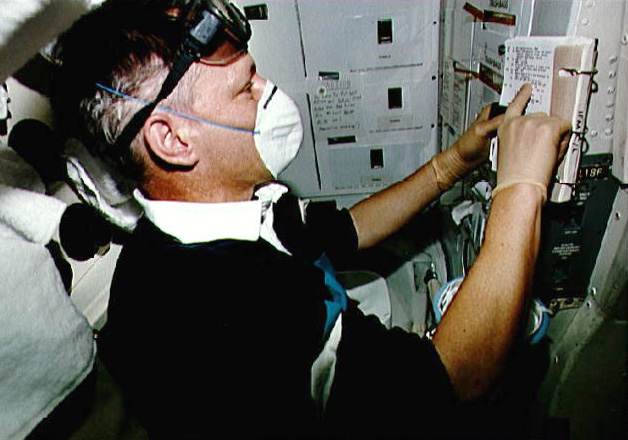
Астронавт Клод Ніколь вивчає керівництво по ремонту та технічного обслуговування санвузла, місія STS-46

- 28 травня 2008 року — Вийшов з ладу єдиний туалет на МКС через засмічення помпи. У туалету відмовив вентилятор двигуна. Після цього частина устаткування, що відповідає за збір рідини, працювала з перебоями.[15]
- жовтень 2008 року — Вийшов з ладу єдиний туалет на МКС через засмічення помпи. Помпа є головним механізмом космічного туалету.
- листопада 2008 року — На МКС вийшла з ладу система регенерації води в туалеті. Причиною поломки виявилося потрапляння не в ту посудину дезінфікувальної рідини.[16]
- 19 липня 2009 року — Вийшов з ладу туалет в модулі «Спокій» на МКС. Розділовий насос вийшов з ладу.
- січень 2010 року — У модулі «Спокій» на МКС вийшов з ладу туалет. Великий вміст кальцію в рідких відходах космонавтів викликало засмічення системи водоочищення. У зв'язку з поломкою вміст туалету довелося завантажувати в ТГК " Прогрес ", який був зведений з орбіти Землі і затоплений в Тихому океані.
- 6 липня 2010 року — У модулі «Спокій» на МКС вийшов з ладу туалет. У трубопроводі з'явилися пухирці повітря, які заблокували систему.
- У липні 2018 НАСА замовила у РКК Енергія технічне обслуговування свого туалету і уклало нові контракти з російською корпорацією.[9]

## Цікаві факти
- Під час старту з космодрому, посадки і виходу у відкритий космос космонавти надягають спеціальні підгузники. В даний час космічні туалети не підбирають із колишньою ретельністю під кожного члена екіпажу;
- Якщо на МКС вийдуть з ладу обидва санвузла, то в крайньому разі можна відвідати санвузол в космічному кораблі «Союз», пристикованому до ОС.
- Туалет, встановлений в американському сегменті МКС, виготовлений в Росії на замовлення NASA. Вартість туалету — близько 19 мільйонів доларів.[17]